# 達科他城 (內布拉斯加州)
達科他城（英語：Dakota City）是一個位於美國內布拉斯加州達科他縣的城市。根據2010年美國人口普查，該地共人口1919人，而該地的面積約為4.04平方千米。同時該地也是達科他縣的縣治。

## 地理
達科他城的座標為42°24′55″N 96°25′04″W / 42.41528°N 96.41778°W，而該地的平均海拔高度為334米（即1096英尺）。